# 屈里茨
屈里茨（德語：Kyritz，發音：[ˈkyːʁɪts] ⓘ）是德国勃兰登堡州东普里格尼茨-鲁平县的城市，面积157.38平方千米，2023年12月31日人口为9,114人。